# Texas Instruments

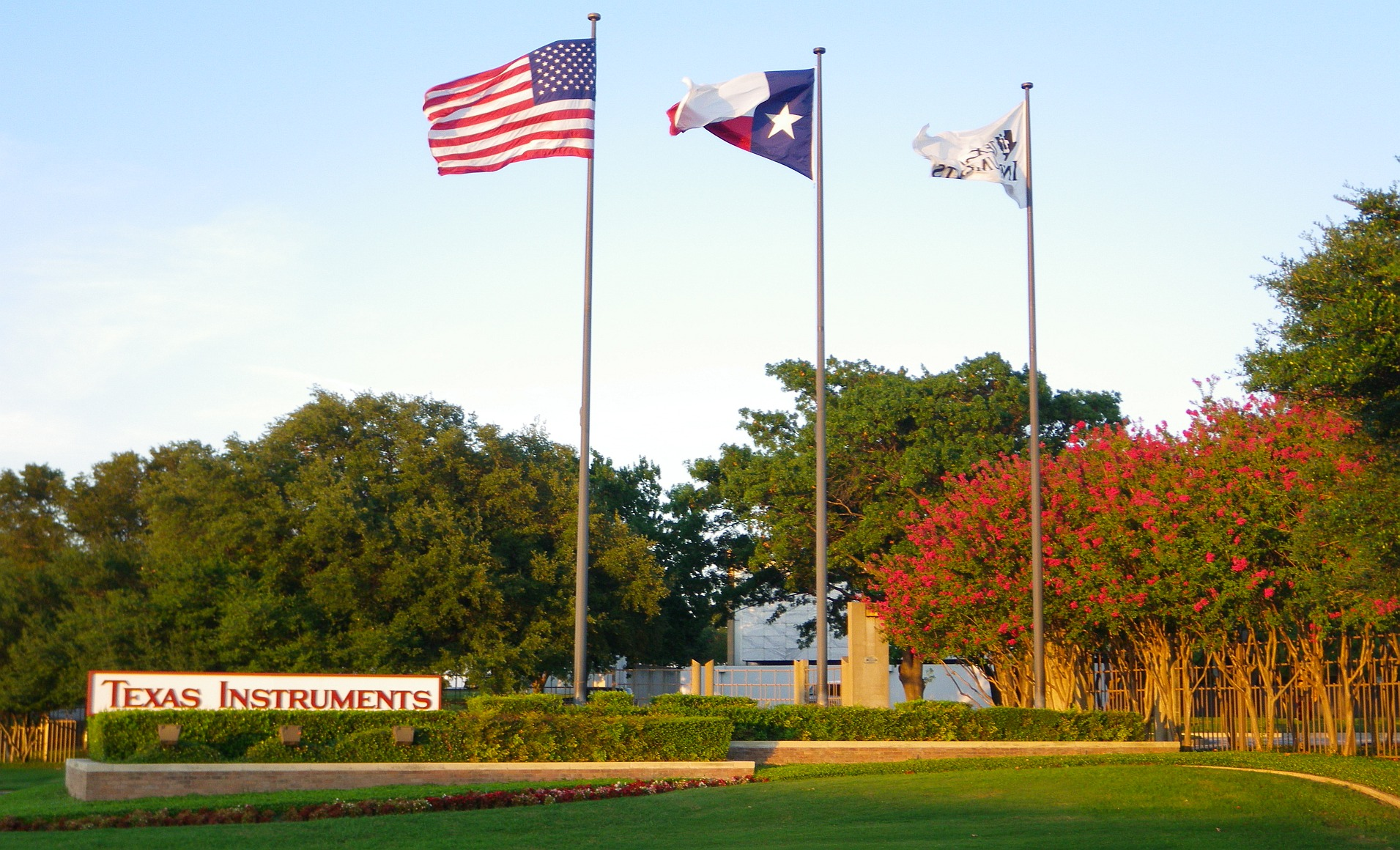
A sede da Texas Instruments.

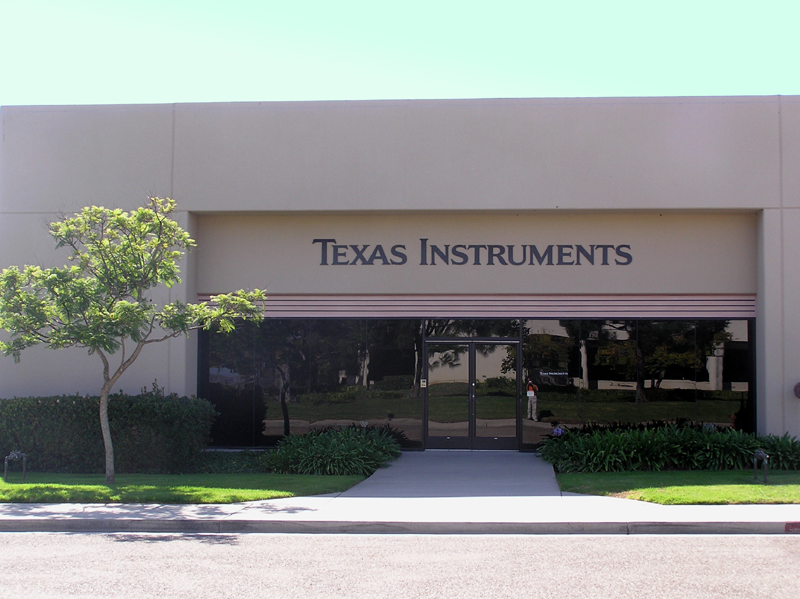
Escritório da Texas Instruments na Califórnia.

A Texas Instruments (ou simplesmente TI) é uma empresa estado-unidense que desenvolve e fabrica semicondutores para fabricantes de eletrônicos. É líder no mercado na produção de DSPs, microcontroladores e conversores (ADCs e DACs). A TI está sediada em Dallas, nos Estados Unidos. Muitas inovações tecnológicas são atribuídos a empresa como os primeiros transístores de silício comerciais, o primeiro circuito integrado (junto com a Fairchild Semiconductor) e a primeira máquina calculadora de bolso.

## História
J. Clarence Karcher, Eugene McDermott, Cecil Green e J. Erik Jonsson fundaram, em 16 de Maio de 1930, a Geophysical Service Incorporated, que foi a primeira a especializar-se no método de prospecção através de reflexos sismográficos. A companhia começou com 12 explorações petrolíferas nos EUA ainda em 1930 e um ano mais tarde estendia as suas operações ao vizinho México para, em 1932, alargar as suas explorações ao vizinho mais a norte, o Canadá.
Ainda na década de 1930, as operações da GSI estenderam-se um pouco por todo o Mundo como por exemplo: Venezuela, Colômbia, Arábia Saudita, Java, Sumatra, Equador, Panamá, Índia e Golfo Pérsico. Em 1939 o nome da companhia mudou para Coronado Corporation, passando a GSI a ser uma subsidiária da Coronado.
No início da década de 1940, mais concretamente a 6 de Dezembro de 1941, um dia antes do ataque japonês a Pearl Harbor, Eugene McDermott, Cecil Green, J. Erik Jonsson e Henry Bates Peacock compraram a GSI.
Com os novos donos, a companhia tomou um novo rumo saindo do negócio petrolífero, passando a produzir dispositivos para detecção de submarinos para o governo norte-americano fazendo parte do esforço da Segunda Guerra Mundial.
Em 1951 a companhia assume o nome de Texas Instruments, passando a GSI a subsidiária da Texas Instruments e dois anos mais tarde passava a estar cotada na bolsa de valores de Nova Iorque sob o símbolo TXN.
Na década de 1950 vários acontecimentos marcaram a história da TI, tais como a entrada no negócio dos semicondutores ao estabelecer a Semiconductor Products Division e a Central Research Division; estabelecimento da Texas Instruments Limited no Reino Unido, iniciando assim a sua expansão europeia; Fusão com a Metals Controls Corporation.
Ainda na década de 1950, em 1954, a TI desenhou o primeiro rádio transístor comercial que seria comercializado pela IDEA Corporation e produziu o primeiro transístor de silício comercial e em 1958 o inventor Jack Kilby fez a demonstração do primeiro circuito integrado.
Na década seguinte a TI aposta decididamente na globalização ao estabelecer-se em diversos países europeus, sul-americanos e asiáticos. Em 1967 a TI inventa a primeira calculadora de bolso e dois anos mais tarde os produtos da Texas Instruments equipam a nave espacial, do Programa Apollo, que transportou o primeiro homem a pisar a Lua. Ainda em 1969, entrega o primeiro sistema guiado por laser para mísseis da Força Aérea dos Estados Unidos.
Na década de 1970 a TI continuou a expandir-se mundialmente. Em 1971 inventa o microcomputador de um único chip e recebe a primeira patente por esse invento. Em 1972 abre um escritório de importação no Brasil, passando no ano seguinte, devido a reserva de mercado brasileira, a fabricar diversos componentes no país. Ainda em 1973, inicia a fabricação e venda de toda sua linha de calculadoras em Campinas, interior de São Paulo, através da Texas Instrumentos Eletrônicos do Brasil Ltda., posteriormente a produção é movida para Z.F.M, as calculadoras seriam ainda fabricadas por quase uma década pelas Indústrias Gerais da Amazônia S.A. Em 1973 é estabelecida a Texas Instruments Equipamento Electrónico Ltda., em Portugal. Outra grande inovação ocorreu em 1978 quando a TI apresentou o primeiro chip sintetizador de voz que é o responsável por dar voz a muitos brinquedos e postais.
Nos anos 80 a TI continuou a surpreender o mundo com inovações tecnológicas espantosas, apresentando o chip processador de sinais digitais, um poderoso semicondutor ideal para uma rápida computação matemática intensiva. Em 1985 apresenta o primeiro módulo de memória DRAM de 4 megabits e um ano mais tarde entra no mercado de software comercial com a sua aplicação Information Engineering Facility integrada nas ferramentas CASE.
Ainda em 1987, produz o primeiro microprocessador a 32 bits que incorpora inteligência artificial e um ano depois faz a demonstração do primeiro transístor quântico. A década de 1980 termina com a criação da Information Technology Group (ITG) no sentido de enfatizar a estratégia de desenvolvimento de software.
De uma forma resumida, e porque muitos foram os acontecimentos na década de 1990, destaque-se a visão da TI em concentrar as suas actividades nas soluções digitais para a sociedade de redes. A companhia voltou a ser reconhecida pela qualidade dos seus produtos e serviços e anunciou produtos que iriam de certa forma mudar o modo de vida das pessoas. Algumas das inovações foram a capacidade de integrar 125 milhões de transístores num só circuito integrado, o desenvolvimento de ferramentas para a WWW, aplicações para processamento de sinais digitais e ainda a tecnologia de processamento de luz digital.
Na viragem do século a TI está concentrada nos processadores de sinal digital (DSP) e dispositivos analógicos. Os DSPs e os semicondutores analógicos potenciam uma vasta gama de dispositivos de comunicações desde telefones celulares aos acessos de alta velocidade em banda larga passando pelos leitores de música descarregada da Internet e pelas câmaras digitais de vídeo e fotografia.

## Divisões
Hoje, a TI é composta por três áreas: Semicondutores, de Tecnologia Educacional e Processamento Digital de Luz (DLP).

### Semicondutores
Os semicondutores representam cerca de 96% da receita da TI. Os produtos relacionados a esta área são processador de sinal digital como a série TMS320, conversores digital-analógico e conversores analógico-digital, soluções e alto desempenho de gerenciamento de energia e circuitos analógicos.
Unidade de Negócios Wi-fi da TI (WBU) produz soluções sem fio para produtos como smartphones, tablets, livros eletrônicos, eletroeletrônicos e outros dispositivos portáteis. As comunicações sem fio tem sido um foco primário de TI, com cerca de 50% de todos os telefones celulares vendidos no mundo que possui chips da Texas. 
O grupo Automotive de signal misto (MSA) é uma unidade de negócios que fabrica soluções de sinais analógicos e mistos para aplicações automotivas e de transporte. Esta unidade produz controladores de DC / DC, conversores, reguladores de baixa tensão  (LDOs). No espaço de redes, MSA tem soluções para  CAN e LIN. As soluções relacionadas com a segurança incluem airbags e trava anti-bloqueio.

#### O processamento de sinal

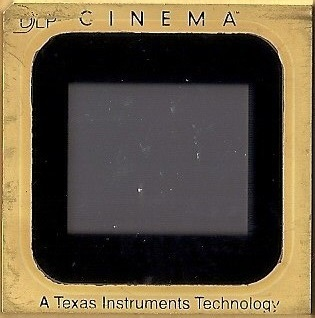
DLP CINEMA

Digital Light Processing é uma marca sob a qual Texas Instruments vende tecnologia relativa TVs, projetores de vídeo e cinema: em 2 de fevereiro de 2000, Philippe Binant, gerente técnico do Projeto Cinema Digital em  Gaumont na França, realizou a primeira projeção de cinema digital na Europa  com a tecnologia DLP CINEMA desenvolvido pela TI.
Outra unidade de negócios da divisão de semicondutores chamados de Aplicação de Produtos Específicos (ASP) desenvolve produtos específicos que atendem a uma ampla gama de aplicações de DSP, como  câmeras fotográficas digitais, Modems, Voice over IP (VOIP), streaming media, reconhecimento de voz, wireless LAN e produtos de gateway (residenciais e escritório central) e RFID.
TI faz uma ampla gama de processadores de sinal digital e um conjunto de ferramentas chamado eXpressDSP, usado para desenvolver aplicações sobre estes chips.

#### Microcontroladores e processadores
Texas Instruments mantém várias linhas de processadores, incluindo a família de processadores ARM Sitara com ARM Cortex-A8 e ARM9 para servir uma ampla base de aplicativos.
Texas Instruments também oferece um portfólio de microcontroladores, incluindo:
- MSP430: baixo custo, baixo consumo de energia e de uso geral de 16 bits MCU para uso em aplicações embarcadas
- TMS320C2xxx: MCU da família de 16 e 32 bit otimizado para aplicações de controle em tempo real
  - C24X: 16 bit, ponto fixo, de 20 a 40MHz
  - C28X: 32 bit, fixo ou ponto, 100 flutuante para 150MHz
- Stellaris (rebatizada como Tiva em 2013) ARM Cortex-M3 MCU da família baseado em 32 bits
- Hercules: transporte e segurança industrial de MCU baseado no Cortex-R4F e Cortex-M3

No passado, a TI também vendia microcontroladores com base na arquitetura ARM7(TMS470) e 8051.
Além de seus microcontroladores, Texas Instruments também produz várias linhas de processadores multi-core.
- OMAP system-on-a-chip (de SoC) projetados para aplicações de baixa potência, e originalmente direcionados para telefones celulares. Como regra, eles contêm um  processador de aplicação ARM (atualmente Cortex-A8, anteriormente ARM11 ou ARM9), um DSP (atualmente C64x, anteriormente o C55), e às vezes outros núcleos.
- Texas Instruments DaVinci é um SoC que contém um núcleo DSP da série C64, um núcleo ARM9 para o processamento de aplicativos e periféricos de processamento de vídeo.
- Ducati: ver Texas Instruments Ducati
- Tiva-C microcontrolador de placa única de baixo custo e autossuficiente com o tamanho de um cartão de crédito, mas com um microcontrolador de 32 bits ARM Cortex M4 a 80MHz.

### Calculadoras

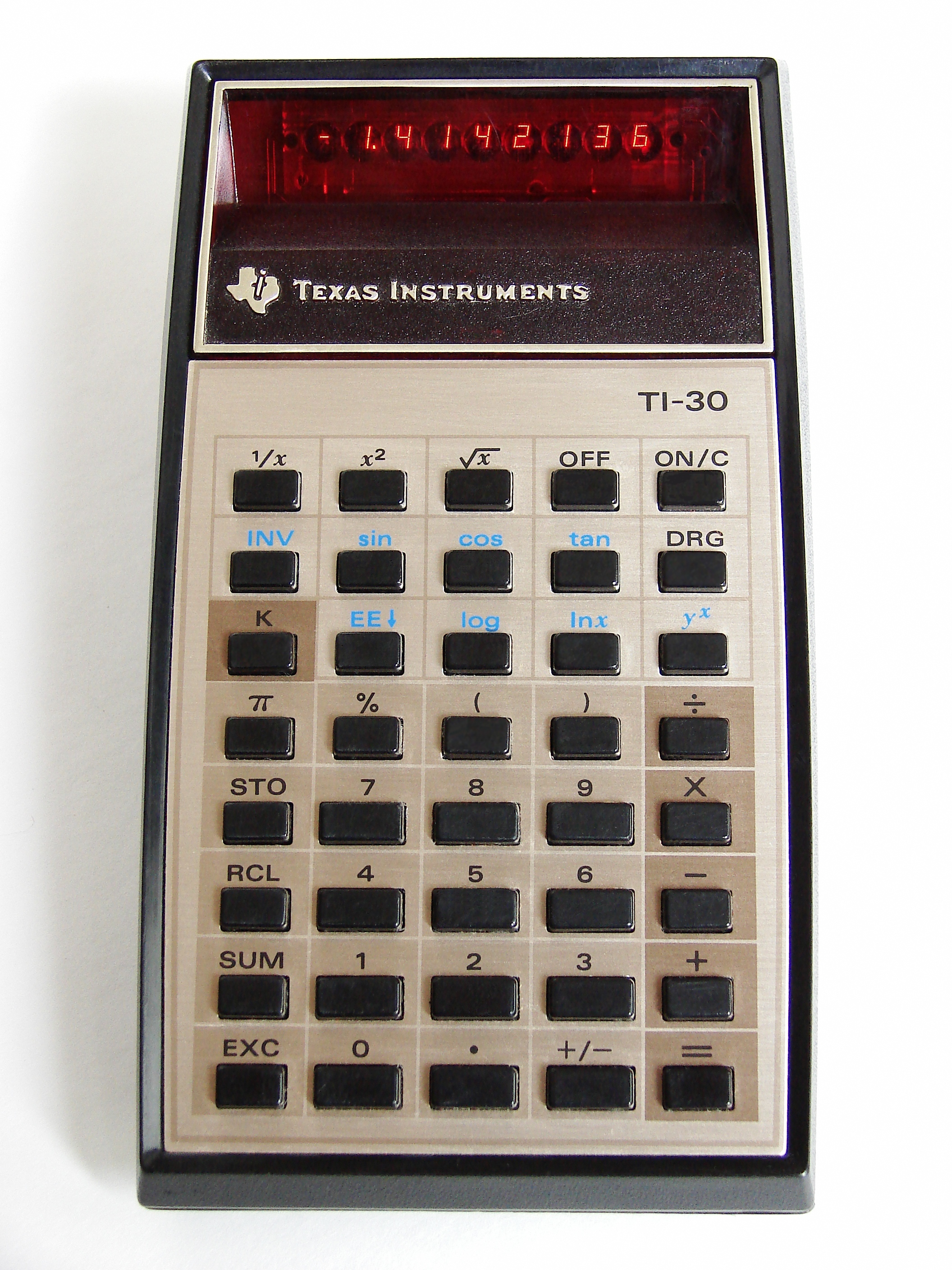
Primeiro modelo da calculadora TI-30 de 1979.

Texas Instruments produz uma gama de calculadoras, como o TI-30. TI também desenvolveu uma linha de calculadoras gráficas, sendo que o primeiro modelo foi o TI-81 e o mais popular o TI-83 Plus.
Há muitas calculadoras TI sendo vendidas sem a capacidade de gráficos. Em 2007, TI lançou a família de calculadoras TI-Nspire, bem como software de computador que tem capacidades semelhantes às calculadoras.